# 纽约州高速公路
纽约州高速公路（英語：New York State Thruway）是美国纽约州境内的一个高速公路系统，全名为托马斯·杜威州长高速公路（英語：Governor Thomas E. Dewey Thruway），是以原纽约州州长托马斯·杜威的名字命名的。这一高速公路系统由纽约州高速公路管理局（New York State Thruway Authority，简称）负责运营管理，全长569.83英里（即917.05公里）。其收费的主线达496.00英里（即798.23公里），自纽约市与扬克斯的边界起，经奥尔巴尼、雪城、布法罗等地后在里普利到达宾夕法尼亚州州界。根据国际桥梁、隧道与公路协会（International Bridge, Tunnel and Turnpike Association）的数据，这条高速公路是全美第五繁忙的收费道路。
早在1940年代，就已经有了在纽约州主要城市间建立一条收费公路的提议。其中最早的一段从由提卡到罗切斯特的公路于1954年6月24日开通。剩余的主线以及与其他州公路相连的许多支路都在1950年代建成。当美国州际公路系统于1957年建立后，大部分路段都成为了I-87、I-90与I-95公路的一部分。而其他路段也在不久后成为了I-190和I-287公路的一部分。如今，这一系统包括了六条高速公路，分别是纽约－里普利主线、伯克希尔连接线（Berkshire Connector）、花园州高速公路连接线（Garden State Parkway Connector）、新英格兰高速公路（New England Thruway，I-95）、尼亚加拉高速公路（Niagara Thruway，I-190）以及跨威斯特彻斯特高速公路（Cross-Westchester Expressway，I-287）。1991年至2010年间，I-84在纽约州境内的部分也曾属于这一公路系统。